# Przybygniew (imię)
Przybygniew – staropolskie imię męskie, złożone z członów Przyby- ("przybyć, przybywać") oraz -gniew. Mogło oznaczać "ten, z którym pojawia się słuszny gniew".
Przybygniew imieniny obchodzi 5 lutego, 15 listopada.